# Ultra Zero Fight
Ultra Zero Fight (ウルトラゼロファイト Urutora Zero Faito)  là một miniseries truyền hình Nhật Bản được sản xuất bởi Tsuburaya Productions, được phát sóng sau kết thúc của chương trình Ultraman Retsuden trên TV Tokyo. Được thực hiện và phát hành sau thành công của bộ phim Ultra Series 2012, Ultraman Saga, và là một sự tôn vinh cho loạt phim  Ultra Fight. Các miniseries được chia thành hai phần, A New Power (新たなる力 Aratanaru Chikara), bao gồm 8 tập từ ngày 1 tháng 8 đến ngày 9 tháng 9 năm 2012 và Shining Zero (輝きのゼロ Kagayaki no Zero)  bao gồm 15 tập từ ngày 12 tháng 12 năm 2012 đến ngày 27 tháng 3 năm 2013. Một DVD phát hành miniseries này đã được bán trực tuyến trên 21 tháng 6 năm 2013 dưới nhãn Ultra Zero Fight Perfect Collection (ウルトラゼロファイト パーフェクトコレクション Urutora Zero Faito Pāfekuto Korekushon) イトパーフェクトコレクション 

## Câu chuyện

### Sức mạnh mới
Bemular, telesdon, Sadola và Gudon đã được hồi sinh một cách bí ẩn tại Monster Graveyard. Sau khi loại bỏ bọn họ, Ultraman Zero đã gặp kẻ đã hồi sinh nhữngultraman xấu xa, Alien Bat Glacier, người đã triệu hồi Four Beast Warriors of Hell. Khi Zero cố gắng tấn công, Glacier nhanh chóng nhốt anh vào Techtor Gear Hatred, một bộ giáp được tạo ra bởi mối hận thù từ những con quái vật đã chết và khiến Zero thất bại  khi đối mặt với EX Red King. Pigmon, một con quái vật nhỏ mà Glacier đã hồi sinh do nhầm lẫn, đã theo dõi trận chiến, EX Red King đã cố gắng chống cự khi Zero ra đòn và sử dụng StrongCorona Zero để trốn thoát trước khi giết chết quái vật.
Sau đó, Zero và Pigmon  bị mắc kẹt trong một chiều không gian khác. Trong khi cố gắng tìm lối thoát, anh nhớ lại lý do mình đến Monster Graveyard. Anh ta đã  hiểu tại sao sức mạnh của Ultraman Dyna và Cosmos vẫn ở trong mình sau trận chiến cuối cùng của họ. Đột nhiên, Glacier xuất hiện từ hư không và đưa Zero trở lại. Anh nhanh chóng nhận ra rằng đối thủ của mình là hình ảnh của nỗi sợ hãi của chính mình (sức mạnh của zero), Galberos, và thoát khỏi chiều không gian bí ẩn. Glacier đã thả hai quái vật là Gan Q và Bemstar. Cuối cùng Zero có được hình dạng mới và chiến thắng.
Khi những con quái vật bị đánh bại, Glacier tiết lộ rằng Four Beast Warriors of Hell đã hoàn thành mục đích của chúng.Nếu Glacier chết, Pigmon cũng sẽ chết. Khi Zero bị buộc phải chịu sự tra tấn của Glacier, Pigmon đã trấn an anh, điều này giúp Zero chống trả bằng cách phân thân ra dạng thay thế của anh ta. LunaMiracle Zero lần đầu tiên tách Glacier khỏi những linh hồn quái vật và cứu mạng Pigmon trước khi StrongCorona Zero sử dụng Garnate Buster để đánh bại Glacier. Sau trận chiến, Zero cuối cùng cũng tìm thấy mục đích của sức mạnh mới của mình và đoàn tụ với các đồng đội của mình.

### Shining Zero
Darkness Five giờ đã biết về khả năng của Zero nhờ Glacier. Trong khi đó, ở một thế giới xa xôi, Vua Silvergon đã tàn phá một hành tinh xa xôi thuộc về người Fanegon cho đến khi Ultraman Zero can thiệp và thuần hóa nó bằng  LunaMiracle Zero. Mother of Ultra xuất hiện và nói với Zero về những gì đã xảy ra với Ultimate Force Zero, người đã biến thành tượng đồng. Trong khi cố gắng điều tra, Zero đã vạch mặt "mothe of Ultra" là Alien Hipporito Jathar, nhưng đã quá muộn khi anh sắp bị biến thành một bức tượng đồng như các đồng đội của mình. Tuy nhiên, anh đã sử dụng cơ hội này và kết liễu Jathar, cứu những nạn nhân khác khỏi bị hóa đá. Chiến thắng của anh chỉ tồn tại trong một thời gian ngắn khi một kẻ thù khác xuất hiện dưới hình dạng Alien Temaoh Villainous và Tyrant. Alien Mefilas Sly đã can thiệp vào trận chiến và cố gắng kéo Zero đến Monster Graveyard với Pigmon làm con tin. Alien Groza Glocken và Alien Deathre Deathlog đã hỗ trợ cho Zero. Họ làm suy yếu kẻ địch cho đến khi quân tiếp viện xuất hiện dưới dạng Ultimate Force Zero, cho phép Zero chạy đến Monster Graveyard. Zero nhanh chóng đánh bại Sly và giải thoát Pigmon, nhưng kẻ thù thực sự dường như là Kaiser Darkness, người không ai khác ngoài Ultraman Belial.
Trong trận chiến, Kaiser Darkness được tiết lộ chỉ là một cái vỏ rỗng, chứa tinh thần  của Belial. Khi Zero Darkness, Belial tàn sát từng thành viên của Ultimate Force Zero một cách bi thảm. Ultraman Zero thực sự bất lực, khiến Belial trong cơ thể mình dẫn dắt Darkness Five trong cuộc chinh phục của họ. Pigmon đã cố gắng ngăn chặn chúng, nhưng cuộc tấn công của anh ta đã dừng lại một cách bí ẩn. Zero đã ngăn Belial tấn công và tiến xa hơn, đưa ra hình dạng mạnh nhất của anh ta, Shining Zero. Khi Belial bị trục xuất, Shining Zero đã lấy lại quyền kiểm soát cơ thể của mình và đảo ngược dòng thời gian để hoàn tác những thiệt hại do Belial gây ra và hồi sinh Ultimate Force Zero. Sự kiện làm anh kiệt sức và anh không thể nhớ lại những sự cố trước đó, nhưng cuối cùng, anh cùng với các đồng đội của mình trở về nhà khi họ cố gắng chọn một tên mới cho Pigmon.
Sau khi các khoản  kết thúc, chúng ta biết rằng kỹ thuật đảo ngược thời gian của Shining Zero không chỉ hoàn tác các thiệt hại do Belial gây ra, mà còn hồi sinh Belial do nhầm lẫn. Giờ đây, khi biết rằng sức mạnh của Zero nằm trong việc bảo vệ những người thân yêu, Belial đã mạnh mẽ hơn khi duy trì sự lãnh đạo của mình trong Five Darkness Five. Trong khi đó, Jathar được tiết lộ đã sống sót sau cái chết rõ ràng của mình.

## Diễn viên
- Ultraman Zero (ウルトラマンゼロ Urutoraman Zero?): Mamoru Miyano (宮野 真守 Miyano Mamoru?) [3]
- Glen Fire (グレンファイヤー Guren Faiyā?): Tomokazu Seki (関 智一 Seki Tomokazu?)
- Mirror Knight (ミラーナイト Mirā Naito?): Hikaru Midorikawa (緑川 光 Midorikawa Hikaru?)
- Jean-bot (ジャンボット Jan Botto?): Hiroshi Kamiya (神谷 浩史 Kamiya Hiroshi?)
- Jean-nine (ジャンナイン Jan Nain?): Miyu Irino (入野 自由 Irino Miyu?)
- Alien Bat "Glacier" (バット星人グラシエ Batto Seijin Gurashie?): Shintarō Asanuma (浅沼 晋太郎 Asanuma Shintarō?) [4]
- Sly of the Dark Magic (魔導のスライ Madō no Surai?): Hiroki Yasumoto (安元 洋貴 Yasumoto Hiroki?) [5]
- Villainous of the Villainy (極悪のヴィラニアス Gokuaku no Viraniasu?): Holly Kaneko (金子 はりい Kaneko Harii?)
- Glocken of the Freezing (氷結のグロッケン Hyōketsu no Gurokken?): Kōichi Toshima (外島 孝一 Toshima Kōichi?)
- Jathar of the Hell (地獄のジャタール Jigoku no Jatāru?): Tetsuo Kishi (岸 哲生 Kishi Tetsuo?)
- Fake Mother of Ultra (にせウルトラの母 Nise Urutora no Haha?): Miki Ōtani (大谷 美紀 Ōtani Miki?)
- Fanegon People (ファネゴン人 Fanegon Jin?): Akira Matsuki (松木朗 Matsuki Akira?)
- Ultraman Belial (ウルトラマンベリアル Urutoraman Beriaru?): Yūki Ono (小野 友樹 Ono Yūki?) [6]

## Âm nhạc
nhạc Chủ đề
- "Susume! Ultraman Zero" (すすめ! ウルトラマンゼロ Susume! Urutoraman Zero?, "Let's Go! Ultraman Zero") "Susume! Ultraman Zero" (すすめ! ウルトラマンゼロ Susume! Urutoraman Zero?, "Let's Go! Ultraman Zero") ウ ル ト Sus, Susume! Urutoraman Zero, "Đi thôi! Ultraman Zero")
  - Lời bài hát: Hideki Tama (田靡 秀樹 Tama Hideki?), Tomohiro Yamaguchi (山口 智大 Yamaguchi Tomohiro?)
  - Thành phần & sắp xếp: Takao Konishi (小西 貴雄 Konishi Takao?)
  - Nghệ sĩ: Voyager
  - Chơi trong phần đầu tiên của Ultra Zero Fight.
- "FLTRA FLY" 
  - Thành phần: Hisashi Koyama
  - Sắp xếp: Koichiro Takahashi
  - Lời bài hát & Nghệ sĩ: Mamoru Miyano
  - Chơi trong phần thứ hai của Ultra Zero Fight.

Kết thúc
- "Yatsura ga Ultimate Force Zero! (奴らがウルティメイトフォースゼロ! Yatsura ga Urutimeito Fōsu Zero!?, "They are Ultimate Force Zero!") (奴 ら が!, Yatsura ga Urutimeito Fōsu Zero! )
  - Lời bài hát: Kiyoshi Okazaki (岡崎 聖 Okazaki Kiyoshi?)
  - Thành phần và sắp xếp: Takao Konishi
  - Nghệ sĩ: Voyager
  - Chơi sau khi kết thúc phần thứ hai của Ultra Zero Fight.